# Villa Minozzo
Villa Minozzo est une commune de la province de Reggio d'Émilie en Émilie-Romagne en Italie.

## Administration
| Période                                  | Période  | Identité      | Étiquette    | Qualité |
| ---------------------------------------- | -------- | ------------- | ------------ | ------- |
| 30 mai 2006                              | En cours | Luigi Fiocchi | Lista Civica |         |
| Les données manquantes sont à compléter. |          |               |              |         |

### Hameaux
Asta, Carniana, Carù, Cerrè Sologno, Cervarolo, Civago, Costabona, Febbio, Gazzano, Gova, Minozzo, Morsiano, Novellano, Poiano, Santonio, Secchio, Sologno

### Communes limitrophes
Carpineti, Castelnovo ne' Monti, Castiglione di Garfagnana, Frassinoro, Montefiorino, Sillano, Toano, Ventasso, Villa Collemandina

### Évolution démographique
Habitants recensés